# Ulrike Lienbacher

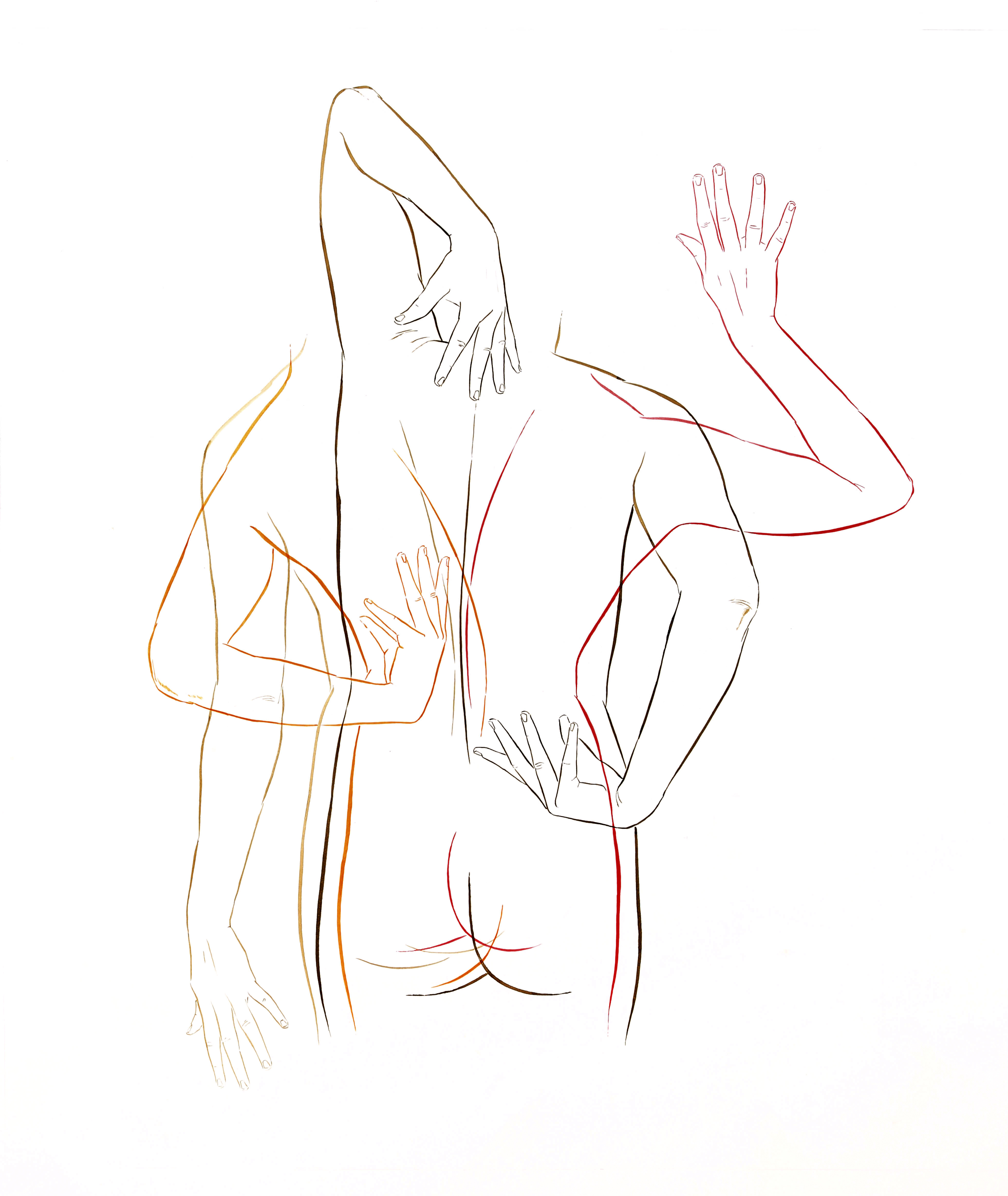
O.T. 2016 Tusche 128x108

Ulrike Lienbacher (geboren 1963 in Oberndorf bei Salzburg) ist eine österreichische Künstlerin, die bevorzugt mit Zeichnung, Skulptur und Fotografie arbeitet.

## Leben und Werk
Ulrike Lienbacher studierte 1981 bis 1987 am Mozarteum in Salzburg Bildhauerei und ist seit Ende der 1980er Jahre als Künstlerin aktiv. 2001 amtierte sie für eine Funktionsperiode als Präsidentin des Salzburger Kunstvereins. Von 2017 bis 2022 leitete sie die Klasse für Bildhauerei an der Universität Mozarteum.
Ulrike Lienbachers Werke ordnet die Künstlerin selbst den Gebieten Zeichnung, Skulptur und Fotografie zu. Im Zentrum ihres Werks steht der menschliche Körper. Kritikerin Johanna Hofleitner sieht einen aktiven Dialog unter den Gattungen in Lienbachers Werk: „Jeder Bereich fokussiert einen bestimmten Aspekt der Arbeit ausführlicher als die anderen, insgesamt aber beziehen sich alle drei Bereiche geradezu systematisch aufeinander.“

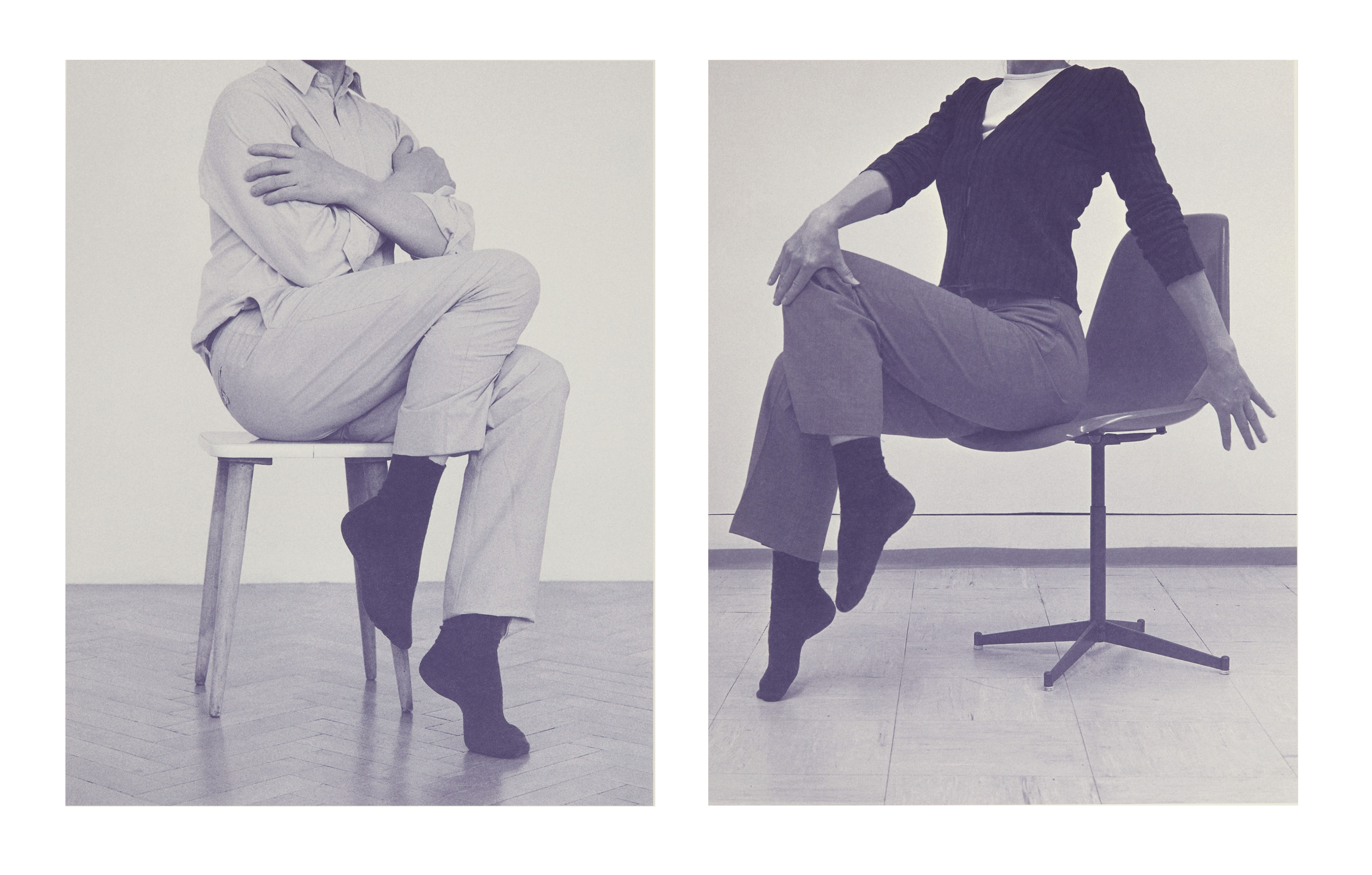
Ulrike Lienbacher – Zwei Blätter aus Pin Up Übungen, 2001, je 42x34 cm, Offsetdruck

In den von Ulrike Lienbacher verwendeten Medien zeichnen sich je spezifische Zugangsweisen ab. In der Skulptur arbeite sie seriell, die Formen zielen auf Perfektion, „als formaler Kontrast zu den Zeichnungen, die brüchig sind und Störungen abhandeln.“ In der Fotografie ist der Zugang ebenso seriell, aber Lienbacher verortet sie näher an „wissenschaftlicher Arbeit“, da sich durch die Verschränkung des Mediums mit der Technik „vergleichen und beobachten lässt“. In einem Text zu ihren Porträtfotografien formuliert der Kurator Reinhard Braun diese Positionierung als, dass „Fotografie bei Ulrike Lienbacher zu einer technisch vermittelten Konstellation [wird], die immer auch selbst schon kulturell beschriftet ist“, diese Porträt-Arbeiten „weisen in ein  umstrittenes Feld politischer und ideologischer Auseinandersetzungen“.
In Lienbachers zeichnerischem Werk ist die klar gezogene Linie, die gleichzeitig kontrolliert, aber auch fragil und gebrochen wirkt, das wesentliche Gestaltungsmittel, das fern eines gestischen Automatismus konzeptionell angelegt ist.
Die Zeichnungen sind keine Skizzierungen, sondern Werke, die autonom für sich stehen, sie halten nicht etwas spontan fest, sie sind Ausdruck konzeptionellen Vorgehens. Die Umrisslinie definiert die oft fragmentarischen Körper verknappt und reduziert und prägt den Charakter ihrer Bildfindungen.
Die Kulturwissenschaftlerin Christina Nägele fasst Lienbachers gezeichnete Körperbilder als „Kartografierungen“ von Subjekten auf, die zwischen Individualität und gesellschaftlichen Zwängen verfließen: Körper, die „nicht mehr eins sind“, sondern ästhetische, fragile, in einer durchgehenden Linie angedeutete Körper, die serielle Bewegungen im „Moment des Auseinanderfallens“ vollziehen.
Ein Beispiel früher Arbeiten sind Latexskulpturen (Salzburger Kunstverein Ringgalerie, 1994) – vom Minimalismus inspirierte „Objekte [...], in einer eigenartigen Ambivalenz zwischen Aktivität und Passivität [...], die sich mit der Begrenztheit des ihnen zur Verfügung stehenden Raums auseinandersetzen müssen“. Objekte, die einen „Schwebezustand zwischen alltäglicher Konkretheit und distanzierter Abstraktion“ erzeugen – nicht nur für sich selbst, sondern auch für den Raum, der sie umgibt (Silvia Eiblmayr). Martin Hochleitner über die Stellung die der „Körper“ in ihrem Werk einnimmt: „Er ist Informationsträger, Motiv und Bildgegenstand, er definiert Raum und verweist auf ikonographische Zusammenhänge, Bedeutungsebenen und gesellschaftliche Projektionen.“ Der Körper, ein Bewegungsapparat mit codierten wie unbewussten Gesten und Posen, spielt nicht nur eine Rolle als Träger psychischer Befindlichkeiten und Emotionen, sondern wird als eine Form gesehen, die immer wieder neu analysiert und gefasst werden muss.
Ulrike Lienbacher beschäftigt sich in ihrer Kunst mit dem Abhängigkeitssystem gesellschaftlicher Normen und Vorschriften, mit Disziplin und Kontrolle: „Mit Michel Foucault gesprochen verhandelt sie jene ‚Politik der Zwänge, die am Körper arbeiten, seine Elemente, Gesten, seine Verhaltensweisen kalkulieren und manipulieren‘“, subsumiert Kunstkritikerin Manisha Jothady die Themen in Lienbachers Kunstwerken.  Der Untersuchungsgegenstand ihrer Arbeiten ist dabei oft der menschliche Körper, als „Träger soziokultureller Geschichte“, in den „das gesellschaftliche Wertesystem unmittelbar eingeschrieben ist“.,
In Katalog (2007) fasst Lienbacher ihre wesentlichen Bezugspunkte so zusammen: „der Diskurs über Hygiene und Gesundheit, der Umgang mit Schmutz und Sauberkeit, der Fitnesskult oder die Wellness-Welle, die über die Tourismusindustrie Europas geschwappt sind [...]. Reinheit ist Ordnung, Schmutz wird mit Unordnung und Bedrohung assoziiert, es sind gesellschaftliche Normen, die für den Einzelnen vorgeben, was als wertvoll und was als minderwertig angesehen wird.“ Der Sport, der Hygienediskurs mit seinen Vorstellungen von Gesundheit und Fitness sowie Sexualität und Begehren sind Themenfelder in vielen Arbeiten Lienbachers. Leistungssteigerung, „das ideologische Bild vom Hochleistungskörper“, Disziplin und Perfektion sind Fetische einer auf Effizienz und Selbstoptimierung aufbauenden „Castinggesellschaft“, in der jeder mit jedem in eine Konkurrenzsituation gesetzt wird.
Dem Disziplinierungsdruck gegenüber steht das Lustprinzip, den Reinheitsgeboten Schmutzphantasien und selbstvergessene (Auto)erotik. Effizienz und Leistung, beides Begriffe des Sports wie auch der Wirtschaft, sieht Lienbacher in ihrer Regulierungstendenz auch auf die Sexualität übertragbar: „Sexualität ist nicht nur der Bereich der Freiheit und der Entgrenzung, sondern auch eine Bühne für Rollenspiele und Phantasien, deren Dramaturgie wir selten alleine schreiben.“ Darauf bezieht sich etwa die 2012 bei Krinzinger Projekte gezeigte Arbeit Vorlagen: In einem Block von Zeichnungen führt Lienbacher modellhaft verschiedene Stellungen beim Geschlechtsakt vor. Durch die kompakte Anordnung der einzelnen Blätter erhalten die Darstellungen etwas Serielles und wirken wie Übungen. Die Fotoserie Interieurs, die in derselben Ausstellung zu sehen war, bildet repräsentative Innenräume bürgerlicher Wohnungen ab. Zwischen gediegenem Mobiliar hängen gerahmt wie Kunstwerke sexuell explizite Fotografien. „Diese Bilder sind so allgegenwärtig wie nie zuvor in der Geschichte, jeder hat sie im Kopf, und trotzdem scheint das Sexuelle unkonkreter und tabuisierter zu sein denn je. Mich hat interessiert, das Heimliche und Phantasierte wie etwas Selbstverständliches ganz offen zu zeigen.“

## Ausstellungen (Auswahl)
- 2021  Wilde Kindheit, Lentos Kunstmuseum Linz
- 2020  Schwarz Weiß & Grau, Albertina, Wien
- 2019 all natural. 100% Sammlungen, Museum der Moderne Salzburg
- 2017 Die innere Haut – Kunst und Scham, MARTa – Herford
- 2017  ICON – Idea.Ideal.Inspiration, Galerie Krinzinger, Wien
- 2016 Kunst-Musik-Tanz, Staging the Derra de Moroda Dance Archives, Museum der Moderne Salzburg
- 2016 The Body Politic, Gallery of Photography, Dublin
- 2016  Mapping the Body, Taxispalais – Kunsthalle Tirol, Innsbruck
- 2015 o p t i m a l, Galerie Krinzinger, Wien
- 2014 Bricolage, Kunsthaus Nexus, Saalfelden
- 2013 Hohe Dosis. Recherchen zum Fotografischen Heute, Fotohof, Salzburg
- 2012 Interieurs, Modelle, Galerie Krinzinger Projekte, curated_by, Wien
- 2012 At Your Service, Technisches Museum Wien
- 2012 Parallelwelt Zirkus, Kunsthalle Wien
- 2012 Sport in der Kunst, MOCAK, Museum für Gegenwartskunst Krakau
- 2010 Elitekörper // Revolte, Salzburger Kunstverein
- 2010 Display, Fotogalerie Wien
- 2009 Printed Matter, Fotomuseum Winterthur
- 2008 Nach 1970, aus der Sammlung der Albertina, Albertina, Wien
- 2008  Cutting Realities, Austrian Cultural Forum New York
- 2007 Galerie Krinzinger, Wien
- 2007 Ich und Du Wir und Es, Billboards, Kunsthaus Bregenz
- 2006 Galerie im Taxispalais, Innsbruck
- 2004 Diaries and Dreams, Ursula Blickle Stiftung, Kraichtal
- 2003 Künstlerinnen – Positionen 1945 bis heute, Kunsthalle Krems
- 2002 Aufräumen, MAK – Galerie, Museum für angewandte Kunst, Wien
- 2002 Pin Up Übungen, Der Transparente Raum (von VALIE EXPORT), Wien
- 2001 Landesgalerie Oberösterreich, Linz
- 2001 Pin Up Übungen / 10 + 10 Fotografien, Camera Austria, Graz
- 2001 Gefesselt – entfesselt. Österreichische Kunst des 20. Jahrhunderts, Galeria Zachęta, Warschau
- 2000 Ulrike Lienbacher, Galerie Krinzinger, Wien
- 2000 Lebt und arbeitet in Wien, Kunsthalle, Wien
- 1999 Nippes, Rupertinum, Museum der Moderne, Salzburg
- 1995 Grazer Werkgruppe, Neue Galerie, Studio, Graz

### Kunstprojekte im öffentlichen Raum
- 2016 „Farbfilter“, Seniorenwohnheim Hellbrunn, Salzburg[22]
- 2016/17 „Die Bank vor dem Haus“, Amt der Salzburger Landesregierung / Haus der Volkskulturen, Salzburg
- 2010 „Kreisverkehr“, Gänserndorf, Niederösterreich[23]
- 2007 „Fliegender Teppich“, Bundesgymnasium Vöcklabruck, Oberösterreich
- 2007 Gestaltung des Mehrzweckraums, Seniorenzentrum Franz Hillinger, Linz
- 2002 „Verkehrte Idylle“, Gemeindebau Brandmayrgasse, Wien[24]
- 1999 Platzgestaltung, Höhere Bundeslehranstalt für wirtschaftliche Berufe, Salzburg

## Publikationen
- 2013 nude, pensive. Mit Texten von Elke Krasny, Thomas Trummer. Herausgegeben von Hemma Schmutz. Salzburg: FOTOHOF edition. ISBN 978-3-902675-77-4
- 2007 Katalog. Mit Texten von Reinhard Braun, Silvia Eiblmayr, August Ruhs. Herausgegeben von Silvia Eiblmayr / Galerie im Taxispalais. Wien: Comet Books, ISBN 978-3-9502046-6-7
- 2005 Rapunzel, Rapunzel. Mit Text von Stella Rollig. Wien: Comet Books, ISBN 3-9502046-3-6
- 2001 Ulrike Lienbacher. Mit Text von Martin Hochleitner. Herausgegeben vom Oberösterreichischen Landesmuseum. Weitra: publication N 1 / Bibliothek der Provinz, ISBN 3-85252-235-8
- 2000 4 Hefte. Mit Text von Christian Kravagna. Wien: Galerie Krinzinger, ISBN 3-901756-17-5
- 1994 Ulrike Lienbacher. Mit Text von Silvia Eiblmayr. Herausgegeben von Ulrike Lienbacher und Salzburger Kunstverein. Salzburg: Salzburger Kunstverein, ISBN 3-901264-09-4

## Preise
- 2009 Irma von Troll-Borostyáni-Preis: Preisträgerin der Stadt Salzburg[25]
- 2001 Förderpreis für Bildende Kunst des Bundes[26]
- 2000 Großer Kunstpreis des Landes Salzburg[27][28]